# Râul Seciu, Săcuieu
Râul Seciu este un curs de apă, afluent al râului Săcuieu.

## Hărți
- Harta județului Cluj